# Baudenkmalensemble Nördliche Wallbebauung
Das Baudenkmalensemble Nördliche Wallbebauung ist eine Gruppe von Baudenkmalen in der niedersächsischen Stadt Wolfenbüttel. Der Begriff Nördliche Wallbebauung wird im Verzeichnis der Baudenkmale der Stadt Wolfenbüttel so genannt. Die Quelle der Baudenkmale ist der Denkmalatlas Niedersachsen. Der Stand der Liste ist der 12. Juli 2022.

## Gruppe: Nördliche Wallbebauung
Baudenkmal (Gruppe):

| Lage                        | Bezeichnung            | Beschreibung | ID | Bild |
| --------------------------- | ---------------------- | ------------ | -- | ---- |
| 52° 9′ 56″ N, 10° 32′ 11″ O | Nördliche Wallbebauung |              |    | BW   |

## Baudenkmale (Einzeln) in der Gruppe

### Am Herzogtore
| Lage                                         | Bezeichnung  | Beschreibung                           | ID       | Bild |
| -------------------------------------------- | ------------ | -------------------------------------- | -------- | ---- |
| Am Herzogtore 52° 10′ 0″ N, 10° 32′ 26″ O    | Platzanlage  |                                        | 33876321 | BW   |
| Am Herzogtore 5 52° 9′ 59″ N, 10° 32′ 25″ O  | Torhaus      |                                        | 33874912 |      |
| Am Herzogtore 6 52° 9′ 59″ N, 10° 32′ 27″ O  | Torhaus      |                                        | 33874891 |      |
| Am Herzogtore 7 52° 9′ 58″ N, 10° 32′ 28″ O  | Wohnhaus     | 1855 erbaut; im klassizistischen Stile | 33874870 |      |
| Am Herzogtore 8 52° 9′ 58″ N, 10° 32′ 30″ O  | Wohnhaus     | 1898 erbaut                            | 33874849 | BW   |
| Am Herzogtore 9 52° 9′ 57″ N, 10° 32′ 31″ O  | Wohnhaus     | Ende des 19. Jahrhunderts erbaut       | 33874828 | BW   |
| Am Herzogtore 10 52° 9′ 57″ N, 10° 32′ 32″ O | Wohnhaus     | Inspektorenhaus der JVA                | 33887571 | BW   |
| Am Herzogtore 11 52° 9′ 56″ N, 10° 32′ 30″ O | Villa        | Villa Welger                           | 33874807 | BW   |
| Am Herzogtore 11 52° 9′ 56″ N, 10° 32′ 31″ O | Nebengebäude |                                        | 44483678 | BW   |

### Rosenwall
| Lage                                     | Bezeichnung | Beschreibung              | ID       | Bild |
| ---------------------------------------- | ----------- | ------------------------- | -------- | ---- |
| Rosenwall 52° 9′ 57″ N, 10° 32′ 19″ O    | Wallanlage  |                           | 33864298 | BW   |
| Rosenwall 1 52° 9′ 52″ N, 10° 32′ 4″ O   | Wohnhaus    |                           | 33874786 | BW   |
| Rosenwall 2 52° 9′ 58″ N, 10° 32′ 24″ O  | Wohnhaus    |                           | 33874765 | BW   |
| Rosenwall 3 52° 9′ 59″ N, 10° 32′ 21″ O  | Wohnhaus    |                           | 33874700 | BW   |
| Rosenwall 3a 52° 10′ 0″ N, 10° 32′ 19″ O | Wohnhaus    |                           | 33874679 | BW   |
| Rosenwall 4 52° 10′ 0″ N, 10° 32′ 18″ O  | Wohnhaus    |                           | 33874626 | BW   |
| Rosenwall 4a 52° 10′ 1″ N, 10° 32′ 18″ O | Wohnhaus    |                           | 33874584 | BW   |
| Rosenwall 6 52° 9′ 59″ N, 10° 32′ 16″ O  | Wohnhaus    |                           | 33874541 | BW   |
| Rosenwall 9 52° 9′ 58″ N, 10° 32′ 15″ O  | Wohnhaus    |                           | 33874476 | BW   |
| Rosenwall 10 52° 9′ 57″ N, 10° 32′ 14″ O | Wohnhaus    |                           | 33874455 | BW   |
| Rosenwall 12 52° 9′ 55″ N, 10° 32′ 9″ O  | Schule      |                           | 33874412 | BW   |
| Rosenwall 13 52° 9′ 54″ N, 10° 32′ 6″ O  | Wohnhaus    |                           | 33874244 | BW   |
| Rosenwall 14 52° 9′ 54″ N, 10° 32′ 3″ O  | Villa       | „Elster- und Geitel-Haus“ | 33874222 | BW   |
| Rosenwall 15 52° 9′ 53″ N, 10° 32′ 2″ O  | Wohnhaus    |                           | 33874195 | BW   |
| Rosenwall 16 52° 9′ 52″ N, 10° 32′ 2″ O  | Wohnhaus    |                           | 33874153 | BW   |
| Rosenwall 16 52° 9′ 51″ N, 10° 32′ 1″ O  | Mühle       |                           | 33874174 | BW   |

### Schiffwall
| Lage                                    | Bezeichnung | Beschreibung | ID       | Bild |
| --------------------------------------- | ----------- | ------------ | -------- | ---- |
| Schiffwall 1 52° 9′ 50″ N, 10° 32′ 1″ O | Wohnhaus    |              | 33874132 | BW   |

## Ehemalige Baudenkmale
| Lage                                         | Bezeichnung | Beschreibung | ID | Bild |
| -------------------------------------------- | ----------- | ------------ | -- | ---- |
| Rosenwall 2a 52° 9′ 59″ N, 10° 32′ 23″ O     | Wohnhaus    |              |    | BW   |
| Rosenwall 2b 52° 10′ 0″ N, 10° 32′ 22″ O     | Wohnhaus    |              |    | BW   |
| Rosenwall 7 52° 9′ 59″ N, 10° 32′ 15″ O      | Wohnhaus    |              |    | BW   |
| Rosenwall 7a 52° 9′ 59″ N, 10° 32′ 14″ O     | Wohnhaus    |              |    | BW   |
| Rosenwall 8 52° 9′ 57″ N, 10° 32′ 11″ O      | Wohnhaus    |              |    | BW   |
| Rosenwall 11 52° 9′ 56″ N, 10° 32′ 12″ O     | Wohnhaus    |              |    | BW   |
| Im Rosenwinkel 1 52° 9′ 53″ N, 10° 32′ 0″ O  | Wohnhaus    |              |    | BW   |
| Im Rosenwinkel 2 52° 9′ 54″ N, 10° 32′ 0″ O  | Wohnhaus    |              |    | BW   |
| Im Rosenwinkel 3 52° 9′ 55″ N, 10° 32′ 0″ O  | Wohnhaus    |              |    | BW   |
| Im Rosenwinkel 4 52° 9′ 56″ N, 10° 32′ 0″ O  | Wohnhaus    |              |    | BW   |
| Im Rosenwinkel 5 52° 9′ 56″ N, 10° 32′ 1″ O  | Wohnhaus    |              |    | BW   |
| Im Rosenwinkel 6 52° 9′ 56″ N, 10° 32′ 1″ O  | Wohnhaus    |              |    | BW   |
| Im Rosenwinkel 7 52° 9′ 57″ N, 10° 32′ 1″ O  | Wohnhaus    |              |    | BW   |
| Im Rosenwinkel 8 52° 9′ 55″ N, 10° 32′ 1″ O  | Wohnhaus    |              |    | BW   |
| Im Rosenwinkel 9 52° 9′ 55″ N, 10° 32′ 2″ O  | Wohnhaus    |              |    | BW   |
| Im Rosenwinkel 10 52° 9′ 55″ N, 10° 32′ 3″ O | Wohnhaus    |              |    | BW   |